# Тімон
Тімон (Timon) — рід ящірок родини справжніх ящірок (Lacertidae). Поширені в Північній Африці, Південній Європі та Західній Азії. Мешканці середземноморських і напівпустельних ландшафтів. Описано 6 видів.

## Опис

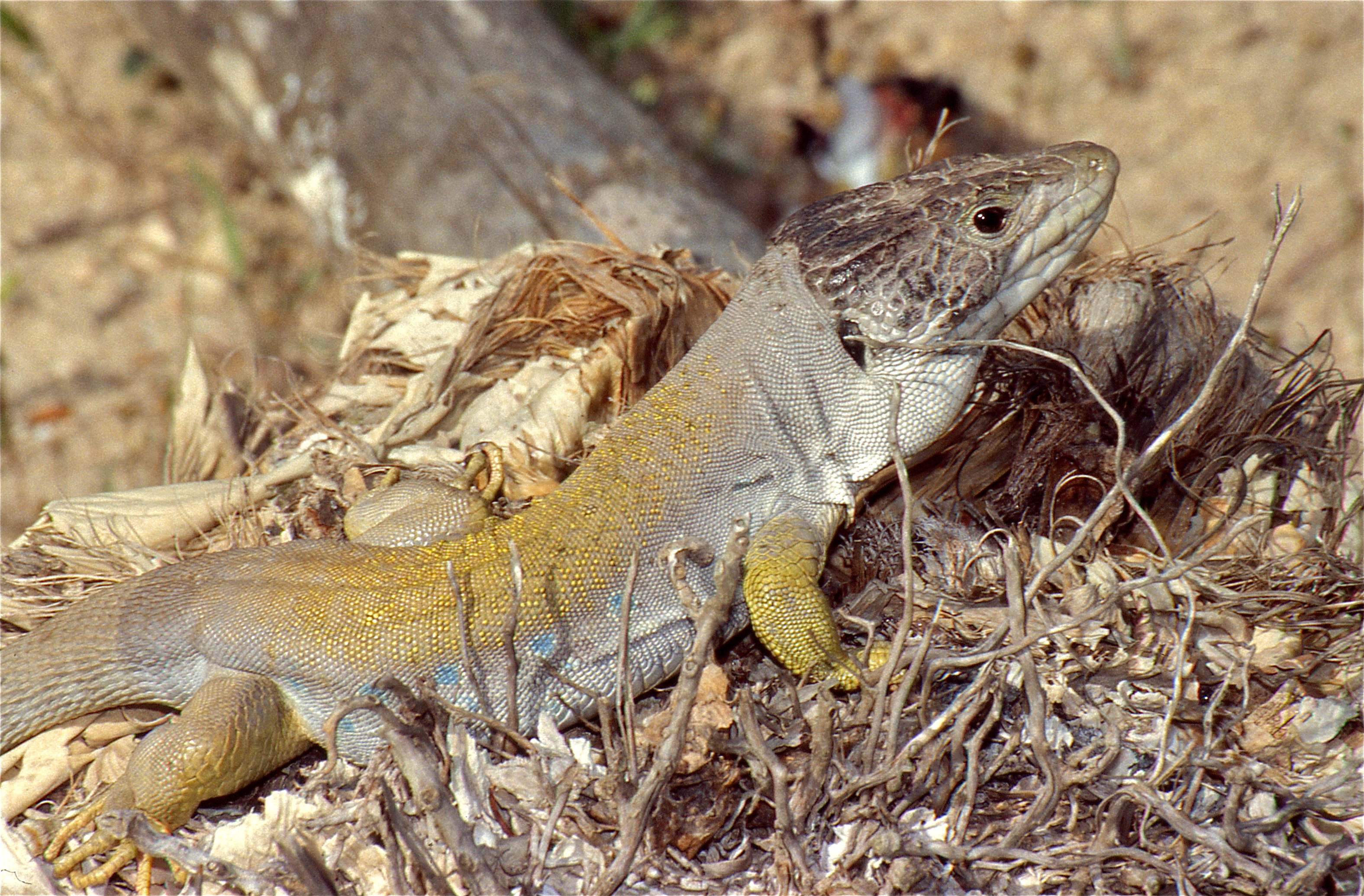
Timon nevadensis

Великі ящірки з масивним, міцним тілом до 90 см завдовжки. Значну частину складає досить довгий хвіст. Самиці стрункіші, ніж самці. Голова у самців масивна. Морда округла. Спина вкрита гладенькою однорідною лускою, на хвості луска ребриста.
Забарвлення верхньої сторони тіла оливкове, буре, зеленувате з темним відтінком. З боків тягнуться поздовжні ряди великих круглих плям синього кольору. Черево світліше за спину, зазвичай матово-білого кольору.

## Особливості біології
Населяють  посушливі місцевості, напівпустелі, степи, розріджену рослинність, нагромадження каменів. 
Представники роду належать до яйцекладних плазунів. Самиці відкладають до 22—25 яєць. У окремих видів можуть бути до двох кладок за сезон.
Харчуються ящірки комахами, безхребетними, дрібними хребетними, зокрема й ящірками інших видів.

## Поширення
Представники роду поширені в Північній Африці, Південній Європі, Туреччині, Сирії, Іраку, Ірану.

## Систематика
Станом на 2024 рік описано 6 видів:
- Timon kurdistanicus
- Timon nevadensis
- Timon lepidus
- Timon pater
- Timon princeps
- Timon tangitanus